# Knirkestemme
Knirkestemme, vocal fry eller laryngalisering er en form for fonation (måde at bruge stemmebåndene på), hvor pyramidebruskene i strubehovedet trækkes tættere sammen end normalt og stemmelæberne opstrammes mere. Det gør at luftgennemstrømningen bliver lavere og vibrationsfrekvensen går ned til omkring 20 til 50 hertz. Samtidig bliver trykket under strubehovedet højere, så energien i hver stemmelæbeåbning er højere end normalt. Resultatet bliver en "knirkende", savlignende lyd i stemmen.
Knirkestemme kan bruges ekstralingvistisk, det vil sige i tillæg til almindelige ord og tegn, for eksempel for at vise at man er træt og "slidt", eller det kan have betydningsadskillende funktion. Knirkestemme bruges også af sangere ved opvarmning af stemmen.
Stemmekvaliteten er karakteristiske træk ved en persons tale, og en lettere anstrengt knirkestemme kan fortælle noget om personlighed, alder og sundhedstilstand. Det hævdes, at brugen af knirkestemme er et udbredt fænomen blandt yngre kvinder.

## Eksterne links og kilder
1. ↑  Flere kvinder knirker ligesom stjernerne, Elisabeth Cecilie Munck, DR.dk, 17. februar 2014
2. ↑  De unge kvinder knirker, Thea Sejr, Kommunikationsforum, 11. februar 2014